# Finse mythologie

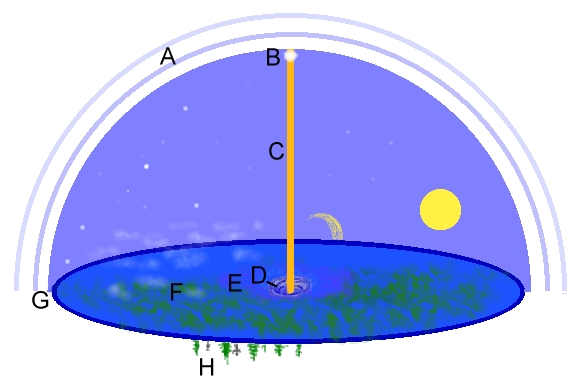

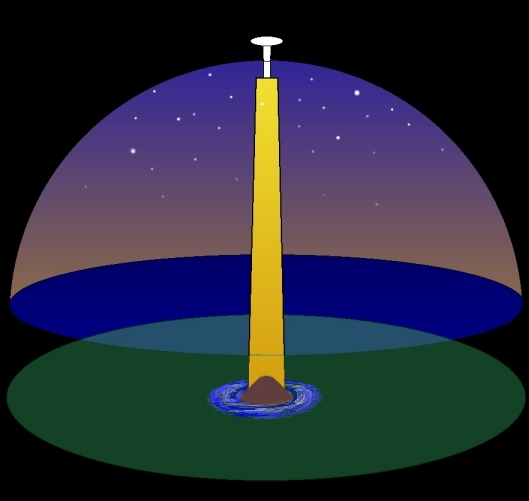

De Finse mythologie bestond al in de bronstijd en kan terug worden geleid tot de steentijd. Vele van de Finse verhalen lijken dit te ondersteunen. Finland zelf is een land van bossen, moerassen en ijsvlaktes en goede plek om een mythologie te ontwikkelen die om het animistische in de natuur draait.
Hoewel de Finnen bijna al hun verhalen mondeling doorgaven, is er vrij veel bewaard gebleven en is de invloed van het christendom beperkt gebleven. De Kalevala, een boek met Finse verhalen en mythen wordt dan ook gezien als Finlands epos.

## Kalevala
De Kalevala is een van de belangrijkste boeken en wordt vaak de Finse Bijbel genoemd. Het is een verzameling van verhalen en gedichten, waarin onder andere de schepping van de wereld wordt beschreven. Typisch in de Finse verhalen zijn de tovenaars, de typische grijsbaardige tovenaars met een grote hoed op.
Het is mogelijk dat Tolkien hier zijn inspiratie vandaan had.

## Sjamanisme
Uit diverse rotstekeningen kan afgeleid worden dat sjamanisme een belangrijke rol speelde bij de oude Finnen. Jagen was een belangrijke bron van voedsel, er zijn ook veel afbeeldingen gevonden van jagers, elanden en sjamanen.
Door middel van ceremonies, rituelen, muziek en geuren probeerde men in een trance te raken om zo met de geesten te spreken en om van een goede jacht verzekerd te zijn.

## De oorsprong en structuur van de wereld
Volgens de Finse mythologie zou de wereld zijn ontstaan uit een ontploft vogelei. De hemel zou dan het het bovenste deel van de eierschaal voorstellen. Maar anders gezien werd het ook wel beschouwd als een tent die ondersteund werd door een pijler bij de Noordpool, direct onder de poolster.
De beweging van de sterren werd verklaard door de beweging van de hemel rond de poolster en zichzelf, een grote draaikolk zou de oorzaak zijn van de rotatie van de pijler van de hemel.

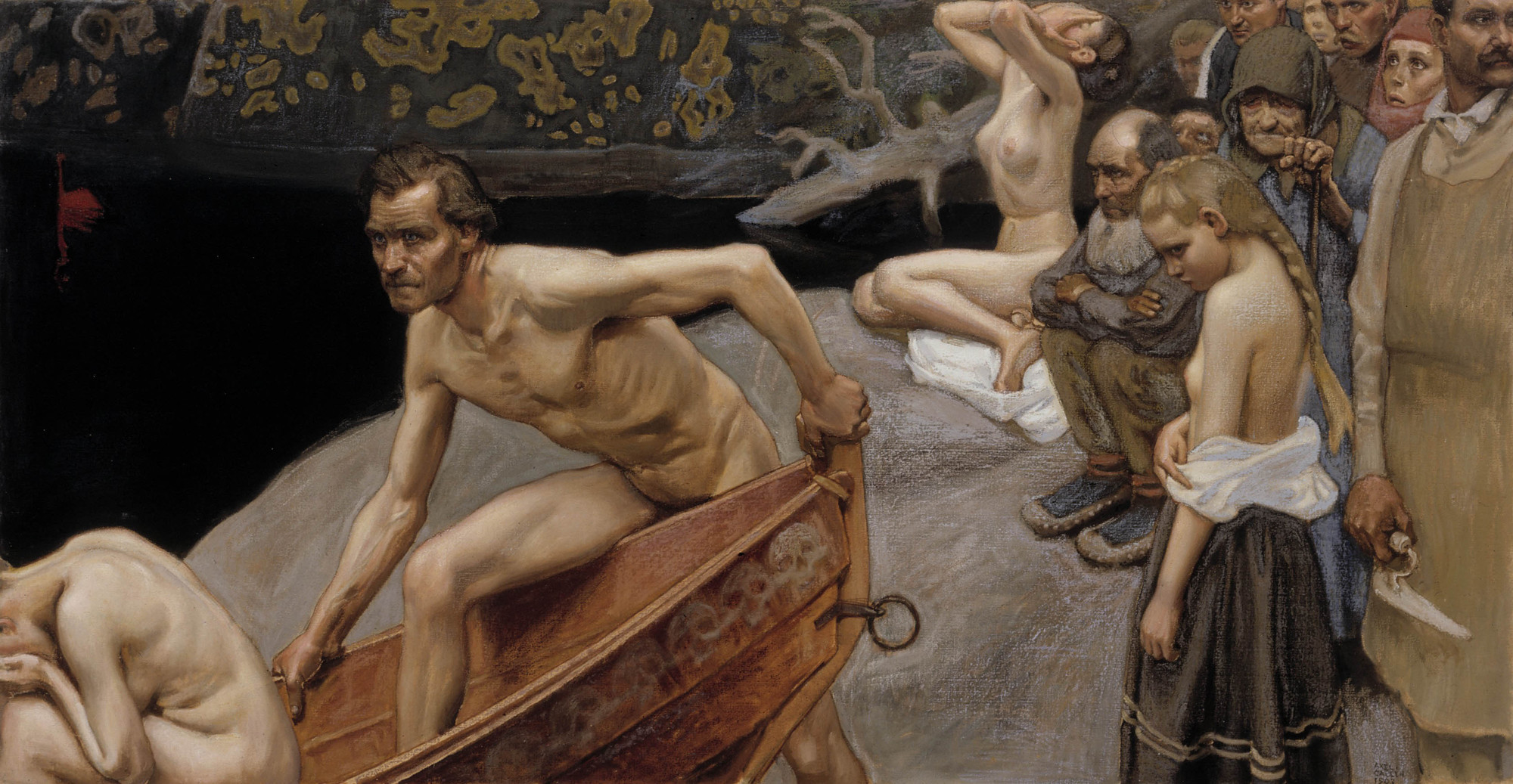
De rivier Tuonela

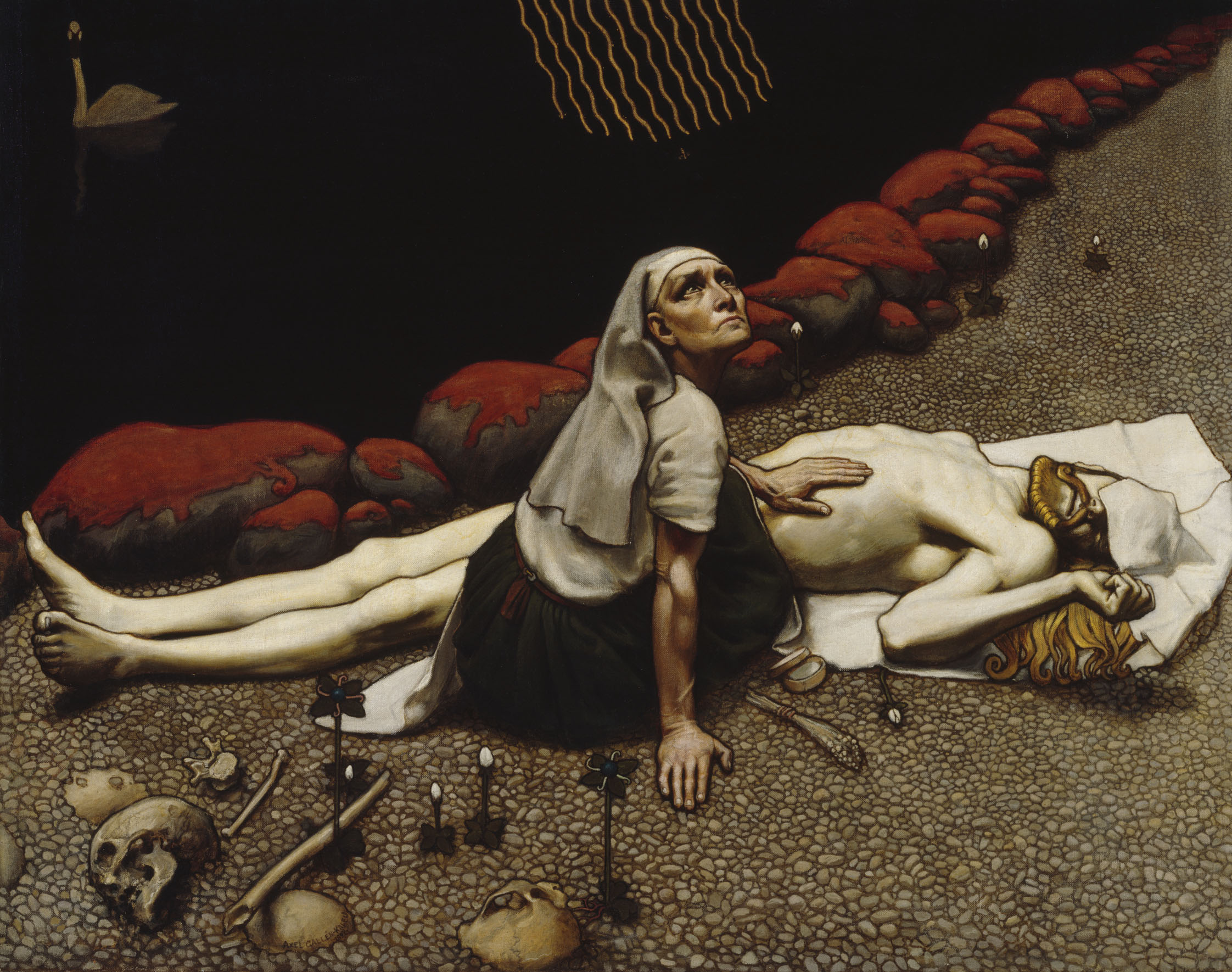
De moeder van Lemminkäinen heeft zijn lichaamsdelen uit de rivier gezocht en ziet een bij honing uit de hal van Ukko brengen, wat haar zoon tot leven kan brengen

Door middel van de draaikolk konden de zielen van overledenen naar het ondergrondse land der doden gaan, Tuonela genaamd.
Er werd geloofd dat de aarde plat was, aan de randen van de aarde was een plek genaamd Lintukoto “het thuis van de vogels”.
Een warme regio waarin vogels leefden tijdens de winter.
De Melkweg werd Linnunrata genoemd, “het pad van de vogels”, want vogels zouden volgens die weg naar Lintukoto reizen en terug. In het Fins betekent Linnunrata nog altijd Melkweg.
Vogels hadden ook nog een andere functie, ze brachten de ziel naar het lichaam op het moment dat een mens geboren werd, en brachten het weer weg op het moment dat een mens stierf.
In sommigen gebieden was het noodzakelijk om een houten vogelfiguur in de buurt te hebben om te voorkomen dat de ziel ontsnapte tijdens het slapen. Deze Sielulintu, “de ziel-vogel”, voorkwam dat de ziel verdwaalde in de “paden der dromen”.
Watervogels kom je zeer vaak tegen in verhalen, en ook in grottekeningen en snijwerken, wat hun grote belang in het geloof van de oude Finnen benadrukt.

## Tuonela
De Finse versie van Hel, het land der doden, was Tuonela. Het was een ondergronds thuis of stad voor alle doden, niet alleen voor de goeden of de slechten. Het was een donkere en levenloze plek, waar iedereen voor altijd sliep. Maar alleen een moedige sjamaan kon in Tuonela afdalen als hij in trance was, om aan zijn voorvaderen raad te vragen.
Om naar Tuonela te reizen, moest de ziel eerst de donkere rivier van Tuonela oversteken. Als hij een goede reden had, zou de boot hem overzetten.
Vele keren moest de ziel van een sjamaan de wachters van Tuonela voor de gek houden om ze te doen geloven dat hij echt dood was.

## Pantheon
De Finse goden zijn vaak hermafrodiet of geslachtloos en zijn in feite natuurgoden.
- Ilmarinen de smid, maker van de hemelen
- Louhi/Tuoni/Kalma/Mana godin van de onderwereld
- Nyyrikki god van de jacht
- Pekko god van landbouw en graan
- Ukko luchtgod